# Gerd Berendt
Gerd Berendt (* 28. August 1915 in Lommatzsch; † unbekannt) war ein deutscher Schriftsteller, Redakteur, Verleger und Herausgeber von Magazinen, der unter verschiedenen Pseudonymen wie Lanzelot Gobbo, Eugen Trass, Klaus Bernhardt, Eugen Fock, Jupp Heydecker, Sebastian und Till veröffentlichte.

## Leben
Zwischen 1943 und 1956 entstanden mehrere Romane und Jugenderzählungen. Spätestens ab 1970 zeichnete er sich als Chefredakteur für zahlreiche Bildmagazine und Hefte verantwortlich, die als Publikationen zur Freikörperkultur vertrieben wurden.
Besondere Bekanntheit erlangte die bereits ab den 1950er Jahren erscheinende Magazinreihe Sonnenfreunde, die in Deutschland Jahrzehnte bis in die 1990er frei verkauft wurde. Berendt bot dazu einen „Sonnenfreunde-Reiseservice“ an, auch gab es einen „Internationalen-Naturistenbund, Interessenkreis-Gerd-Berendt“. Es kam auch zur Gründung eines international operierenden Verlages Gerd Berendt. Dieser wurde 1988 in einer Untersuchung der Universität Michigan zum weltweiten Kindersex- und Pornohandel erwähnt: Das Magazin des Verlags Adam Junior wende sich an Pädophile mit Interesse an heranwachsenden Jungen. Bisweilen zu Kritik führte auch in Deutschland die massiv auftretende nackte Darstellung sehr junger Kinder insbesondere in Sonderheften der Reihe Sonnenfreunde. Doch erst viel später gab es auch Indizierungen.

## Werke
- Jürgen, der Feldmeister (1943)
- Ein Pudel aus gutem Hause (1948)
- Sybille geht zum Film (1952)
- Was ist mit Schwarzkopf los? (1953)
- Die Bande der grünen Finger (1953)
- Eins zu null für Jazz (als Klaus Bernhardt, 1956)
- Klub zu zweien (als Lanzelot Gobbo, 1956)